# Haloze
Haloze su brdovito područje (podregija) u sjeveroistočnoj Sloveniji, na granici s Hrvatskom odnosno Hrvatskim zagorjem. Protežu se od Jelovškog potoka, pritoka Dravinje, kod Makola do Zavrča na granici s Hrvatskom. Haloze imaju razveden reljef sa strmim padinama i uskim dolinama, što je kroz povijest imalo snažan utjecaj na život ljudi jer su mogućnosti za obrađivanje zemlje i naseljavanje bile ograničene. Zbog slabe prohodnosti u Halozama se nije razvilo lokalno središte; prevladavaju raštrkana manja naselja, dok su veća naselja samo u dolinama.
Stijensku podlogu uglavnom čini lapor na kojem se razvilo tlo koje uz povoljne klimatske uvjete pogoduje uzgoju vinove loze. Danas su Haloze poznate po kvalitetiom vinima, iako je vinarstvo nekada donosilo skromnu zaradu. Vinorodna područja nalaze se uglavnom u istočnom dijelu Haloza gdje vinogradi zauzimaju oko desetinu površine, dok je zapadni dio Haloza uglavnom šumovit. Šume prekrivaju oko polovicu cjelokupne površine, a vinogradi zauzmaju samo jedan posto površine. Granica između ova dva dijela je dolina potoka Peklače.

## Vanjske poveznice
- visithaloze.com (hrv.)